# Papito Merencia
Vidarrell Papito Merencia (Willemstad, 4 maart 1994) is een Curaçaos-Nederlands voetballer die doorgaans als middenvelder speelt. In 2015 verliet hij ADO Den Haag, waarvoor hij vier wedstrijden had gespeeld.

## Clubcarrière
Merencia tekende in juni 2013 een contract bij ADO Den Haag, dat in maart 2014 een optie daarin lichtte en hem zo vastlegde tot medio 2016. Merencia maakte op 20 oktober 2013 zijn debuut in het betaald voetbal toen hij het met ADO Den Haag opnam tegen PEC Zwolle (6–1 verlies). In 2015 liep zijn contract af. In februari 2016 sloot hij aan bij RVVH.

## Carrièrestatistieken
| Seizoen                     | Club         | Land      | Competitie | Wed. | Goals |
| --------------------------- | ------------ | --------- | ---------- | ---- | ----- |
| 2013/14                     | ADO Den Haag | Nederland | Eredivisie | 2    | 0     |
| 2014/15                     | ADO Den Haag | Nederland | Eredivisie | 2    | 0     |
| Totaal                      | Totaal       | Totaal    | Totaal     | 4    | 0     |
| Bijgewerkt op 29 maart 2015 |              |           |            |      |       |

## Interlandcarrière
Op 14 augustus 2013 maakte Merencia zijn debuut in het Curaçaos voetbalelftal in een vriendschappelijke wedstrijd tegen Aruba (1–1). Zijn eerste interlanddoelpunt maakte hij in het kwalificatietoernooi voor de Caribbean Cup 2014 tegen Martinique (1–1).
| Interlands van Vidarrell Papito Merencia voor Curaçao | Interlands van Vidarrell Papito Merencia voor Curaçao | Interlands van Vidarrell Papito Merencia voor Curaçao | Interlands van Vidarrell Papito Merencia voor Curaçao | Interlands van Vidarrell Papito Merencia voor Curaçao | Interlands van Vidarrell Papito Merencia voor Curaçao |
| №                                                     | Datum                                                 | Wedstrijd                                             | Uitslag                                               | Soort Wedstrijd                                       | Doelpunten                                            |
| Als speler bij ADO Den Haag                           | Als speler bij ADO Den Haag                           | Als speler bij ADO Den Haag                           | Als speler bij ADO Den Haag                           | Als speler bij ADO Den Haag                           | Als speler bij ADO Den Haag                           |
| ----------------------------------------------------- | ----------------------------------------------------- | ----------------------------------------------------- | ----------------------------------------------------- | ----------------------------------------------------- | ----------------------------------------------------- |
| 1.                                                    | 14 november 2013                                      | Curaçao – Aruba                                       | 2 – 0                                                 | Vriendschappelijk                                     |                                                       |
| 2.                                                    | 16 november 2013                                      | Curaçao – Suriname                                    | 1 – 3                                                 | Vriendschappelijk                                     |                                                       |
| 3.                                                    | 3 september 2014                                      | Puerto Rico – Curaçao                                 | 2 – 2                                                 | Kwalificatie Carribean Cup 2014                       |                                                       |
| 4.                                                    | 5 september 2014                                      | Curaçao – Grenada                                     | 2 – 1                                                 | Kwalificatie Caribbean Cup 2014                       |                                                       |
| 5.                                                    | 7 september 2014                                      | Frans-Guyana – Curaçao                                | 0 – 0                                                 | Kwalificatie Caribbean Cup 2014                       |                                                       |
| 6.                                                    | 8 oktober 2014                                        | Martinique – Curaçao                                  | 1 – 1                                                 | Kwalificatie Caribbean Cup 2014                       | 90+2'                                                 |
| 7.                                                    | 10 oktober 2014                                       | St. Vincent en de Gren. – Curaçao                     | 1 – 0                                                 | Kwalificatie Caribbean Cup 2014                       |                                                       |
| 8.                                                    | 12 oktober 2014                                       | Guadeloupe – Curaçao                                  | 0 – 1                                                 | Kwalificatie Caribbean Cup 2014                       | 90'                                                   |
| 9.                                                    | 11 november 2014                                      | Curaçao – Trinidad en Tobago                          | 2 – 3                                                 | Caribbean Cup                                         |                                                       |
| 10.                                                   | 13 november 2014                                      | Curaçao – Cuba                                        | 2 – 3                                                 | Caribbean Cup                                         |                                                       |
| 11.                                                   | 15 november 2014                                      | Frans-Guyana – Curaçao                                | 4 – 1                                                 | Caribbean Cup                                         |                                                       |
| 12.                                                   | 28 maart 2015                                         | Curaçao – Montserrat                                  | 2 – 1                                                 | Kwalificatie WK 2018                                  | 8'                                                    |